# Molophilus (Promolophilus) nitidulus
Molophilus (Promolophilus) nitidulus is een tweevleugelige uit de familie steltmuggen (Limoniidae). De soort komt voor in het Nearctisch gebied.